# Scotland Yard (film, 1930)
Pour les articles homonymes, voir Scotland Yard (homonymie).
Pour plus de détails, voir Fiche technique et Distribution.
Scotland Yard est un film américain réalisé par William K. Howard, sorti en 1930.

## Synopsis
À Londres, après la Première Guerre mondiale, un criminel se fait passer pour un financier disparu au combat dans le but de dérober de grosses sommes d'argent.

## Fiche technique
- Titre original : Scotland Yard
- Réalisation : William K. Howard
- Scénario : Garrett Fort, d'après une pièce de Denison Clift
- Photographie : George Schneiderman
- Montage : Jack Murray
- Musique : Arthur Kay (non crédité)
- Direction artistique : Duncan Cramer
- Costumes : Sophie Wachner et Sam Benson
- Production : Ralph Block
- Société de production et de distribution : Fox Film Corporation
- Pays d’origine :  États-Unis
- Langue originale : anglais
- Format : noir et blanc — 35 mm — 1,37:1 — son : Mono (Western Electric System)
- Genre : Film policier
- Durée: 75 minutes
- Dates de sortie:
  - États-Unis : 19 octobre 1930
  - France : 12 février 1932

## Distribution
- Edmund Lowe : Sir John Lasher / Dakin Barrolles
- Joan Bennett : Xandra, Lady Lasher
- Donald Crisp : Charles Fox
- Georges Renavent : Dr. Dean
- Lumsden Hare : Sir Clive Heathcote
- David Torrence : Capitaine Graves
- Barbara Leonard : Infirmière Cecilia
- J. Carrol Naish : Dr. Remur (non crédité)